# Murresaari
Murresaari är en ö i Finland. Den ligger i vattendraget Kumo älv och i kommunen Vittis i den ekonomiska regionen  Björneborgs ekonomiska region  och landskapet Satakunta, i den sydvästra delen av landet, 170 km nordväst om huvudstaden Helsingfors. Öns area är 0,9 hektar och dess största längd är 260 meter i nord-sydlig riktning.